# Sabine Fitzek
Carola Sabine Fitzek (* 1958 in Oberhausen, früher Carola Sabine Spieles) ist eine deutsche Ärztin und Autorin von Kriminalromanen.

## Leben
Sabine Fitzek studierte Medizin und arbeitete danach an den Universitäten FU Berlin, Erlangen, Mainz und Jena. Dort habilitierte sie sich im Fach Neurologie. Das Thema ihrer Habilitationsschrift von 2005 lautet Topographie und Verlauf von Hirnstamminfarkten: Korrelation zwischen Klinik, Elektrophysiologie und magnetresonanztomographischen Befunden. Anschließend war sie mehr als zehn Jahre als Chefärztin tätig. Zurzeit ist sie freischaffend und als Neurologin in Berlin als Kassenärztin niedergelassen.
Aus ihrer beruflichen Erfahrung heraus begann sie über gesundheitspolitische Missstände zu schreiben und berät ihren Schwager, den Krimiautor Sebastian Fitzek, gelegentlich in medizinischen Fragen.

## Werke
- Verrat. Knaur Taschenbuch, München 2019, ISBN 978-3-426-52448-0.
- Verrückt. Knaur Taschenbuch, München 2020, ISBN 978-3-426-52451-0.
- Verstorben. Knaur Taschenbuch, München 2021, ISBN 978-3-426-52450-3.
- Vertuscht. Knaur Taschenbuch, München 2022, ISBN 978-3-426-52924-9.
- Vergänglich. Knaur Taschenbuch, München 2023, ISBN 978-3-426-52923-2.

Alle Romane sind als Hörbücher, gelesen von Peter Lontzek, bei Audible erschienen.